# Black & White 2
Black & White 2 è un videogioco seguito di Black & White, sviluppato dalla Lionhead Studios e pubblicato dalla Electronic Arts il 7 ottobre 2005 per Microsoft Windows. Feral Interactive ha sviluppato la versione per macOS.
Del titolo ne è stata fatta un'espansione: Black & White 2: Battle of the Gods pubblicata nel 2006.

## Trama
Il giocatore sarà impegnato nel ruolo di una divinità, invocata dal proprio popolo al fine di sostenerlo e portarlo alla vittoria. Inoltre nel nuovo capitolo il dio dovrà scegliere anche di creare un animale, una sorta di alter ego terrestre, che ne costituirà la controparte terrena, per interagire con le popolazioni terrestri.

## Caratteristiche
Come il predecessore, si tratta di un videogioco strategico in tempo reale, specificatamente di un videogioco di divinità, con componenti di combattimento tipiche del videogioco d'azione (con paesaggio unità e strutture 3D).
All'inizio dell'avventura bisognerà scegliere una delle quattro creature divine: il lupo, la scimmia, il leone e la mucca. Queste creature, man mano che si proseguirà nel gioco cresceranno, cambieranno di aspetto (a seconda di quanto saremo buoni o cattivi), lotteranno contro le creature degli dei avversari e impareranno ciò che gli si insegna.
Durante tutto il gioco si è accompagnati da due parti della propria coscienza: un angelo e un diavolo. Entrambi tentano di convincere a dar retta ad uno a scapito dell'altro: la verità è che in questo gioco non esiste una via "giusta" per affrontarlo, sta al giocatore decidere come comportarsi.
Le isole su cui si svolge il gioco sono 8, ognuna delle quali possiede una popolazione autoctona controllata da un capo. Nelle isole, oltre ai villaggi, saranno presenti anche "mini-sfide", segnate da pergamene argentee (le pergamene oro indicano le missioni fondamentali per il proseguimento dell'avventura): queste sfide possono variare dal far tacere un gallo che canta troppo al lanciare botti piene di liquore da un posto all'altro. Una volta finita la sfida vengono assegnati i "Tributi" i quali permettono (tramite un menu) di acquistare nuovi edifici per la città, miracoli, miracoli divini, poteri per la creatura e i suoi potenziamenti.
Altra caratteristica del gioco è la possibilità di controllare il ciclo giorno\notte: cliccando sul cielo infatti apparirà un disco e a seconda di come si muove il mouse si passerà all'alba, al tramonto e al resto.

Bisogna anche dire che le popolazioni ostili sceglieranno se attaccarti o meno a seconda delle scelte operate (tra guerra o pace).

## La scelta traBeneeMale
In Black & White 2 il fascino dell'essere un dio sta anche nel decidere se essere una divinità misericordiosa e buona oppure un dio battagliero e assetato di sangue, tutto dipenderà dalle scelte del giocatore. Per esempio, costruendo caserme, attaccando i nemici, sradicando gli alberi si diverrà sempre di più un dio malefico. Mentre costruendo case, accettando i gruppi di emigranti nel proprio territorio si diverrà sempre di più un dio benevolo.
L'allineamento avrà come conseguenza anche quella di cambiare l'aspetto della propria creatura, più si è buoni più la creatura sarà di aspetto amichevole, più si è cattivi più il vostro animale sembrerà selvaggio e cattivo. Per controllare il proprio allineamento bisogna andare nella piazza della città e ci sarà una fontanella che sputerà acqua o fuoco in base all'allineamento. Quando si è buoni ci sono alcuni vantaggi quanto ci sono per essere cattivi, anche se non sono sempre gli stessi.

Per esempio: se si è buoni la gente vi amerà di più o praticherà il proprio lavoro con serenità e costanza, per chi è cattivo invece è possibile creare armate forti e potenti perché i cittadini sono abituati a combattere, anche se opporranno resistenza certe volte.
Il gioco non è più distribuito né da EA né da nessun altro distributore.